# 忠南大学校
忠南大学校（チュンナムだいがっこう、朝鮮語: 충남대학교、英語: Chungnam National University）は、大韓民国の大田広域市にある国立大学。

## 特徴
韓国の中部地方（大田広域市、忠清南道、世宗特別自治市）を代表する地域拠点国立大学であり、地域社会での評価は高く、中部地方と忠清道（チュンチョンド）の名門大学だと認識されている。
世宗特別自治市の開発により、地域の代表大学である忠南大学への支援が増え、 毎年発展している。

## 沿革
- 1952年5月25日 - 忠清北道立での設立認可 （文理科大学・農科大学・工科大学）。
- 1957年4月 - 大学院を設置。
- 1962年3月1日 - 忠北大学に統合され、忠清大学校の一部となる。
- 1963年3月1日 - 忠清大学校より分離。
- 1964年3月 - 法経大学を設置。
- 1967年11月 - 医科大学を設置。
- 1977年3月 - 工科大学を工業教育大学へ改称。
- 1978年8月 - 工業教育大学が大徳キャンパスに移転。以後数年間に他単科大学も大徳キャンパスに移転。
- 1979年1月 - 文理科大学を文科大学と理科大学に、法経大学を法科大学と経商大学に分離。
- 1984年10月 - 医科大学附属病院が宝雲キャンパスに新築移転。医科大学も翌1985年12月に移転。
- 1985年3月 - 薬学大学を設置。工業教育大学を工科大学へ改称。
- 1987年3月 - 理科大学を自然科学大学と家政大学に分離。
- 1988年3月 - 芸術大学を文科大学から分離。
- 1990年3月 - 社会科学大学を文科大学から分離。
- 1991年3月 - 獣医科大学を設置。
- 2000年3月 - 家政大学を生活科学大学へ改称。
- 2001年9月 - 農科大学を農業生命科学大学へ改称。
- 2004年3月 - 文科大学を人文大学へ改称。生命科学部を自然科学大学から分離。
- 2009年3月 - 自由専攻大学を新設。人文大学教育学科が師範大学に、生命科学部が生命システム科学大学に、医科大学看護学科が看護大学に昇格。
- 2014年4月 - 軍事大学（現・国土安保融合大学）新設。

## 学部
- 人文大学
- 社会科学大学
- 自然科学大学
- 経商大学
- 工科大学
- 農業生命科学大学
- 薬学大学
- 医科大学
- 生活科学大学
- 芸術大学
- 獣医科大学
- 師範大学
- 看護大学
- 生命システム科学大学
- 自由専攻大学
- 国家安保融合大学

## 大学院
- 一般大学院
- 専門大学院
  - 法学専門大学院
  - 新薬専門大学院
  - 分析科学技術大学院
  - エネルギー科学技術大学院
- 特殊大学院
  - 経営大学院
  - 教育大学院
  - 行政大学院
  - 保健大学院
  - 産業大学院
  - 特許法務大学院
  - 平和安保大学院
  - 国家政策大学院
  - スマート農業大学院

## 日本の交流協定校
- 北海道大学
- 小樽商科大学
- 室蘭工業大学
- 帯広畜産大学
- 岩手大学
- 東北大学
- 宮城学院女子大学
- 筑波大学
- 芝浦工業大学
- 東京工業大学
- 東京都立大学
- 日本獣医生命科学大学
- 東京学芸大学
- 富山大学
- 北陸先端科学技術大学院大学
- 信州大学
- 岐阜大学
- 静岡大学
- 名古屋大学
- 名古屋市立大学
- 名城大学
- 大阪大学
- 大阪産業大学
- 大阪教育大学
- 神戸大学
- 愛媛大学
- 鳥取大学
- 広島大学
- 九州産業大学
- 九州大学
- 長崎大学
- 宮崎大学